# Гурвич, Николай Исаакович
Николай Исаакович Гурвич (англ. Nicholas Hourwich [Gurvich], псевдонимы: Иван Ишимов, Эндрю; 1882, Ишим — 1934) — российский и американский революционер, журналист, педагог, один из первых руководителей Коммунистической партии США.

## Биография
Родился в 1882 в Ишиме в семье народника Исаака Адольфовича Гурвича, арестованного в 1880 по делу подпольной типографии в Минске, и его жены Елены. Своего первенца родители назвали Николаем в честь Чернышевского.
Николай вступив в партию большевиков, избрав себе псевдоним Иван Ишимов. За партийную деятельность неоднократно арестовывался, отбывал наказание в тюрьмах Минска и Москвы.
В конце 1910 года эмигрировал в Соединённые Штаты, где вел активную политическую пропаганду среди русских эмигрантов. Был редактором газеты «Новый мир», в которой сотрудничали также Троцкий и Бухарин.
В начале 1918 представлял Российскую социалистическую федерацию в информационном бюро, созданном для пропаганды большевистских взглядов в США. В ноябре 1918 стал редактором левого издания Социалистической партии в Бостоне The Revolutionary Age. В начале 1919 стал членом исполнительного комитета Социалистической левой в Нью-Йорке. Вместе с Джоном Ридом был одним из организаторов Коммунистической партии США (сентябрь 1919). После раскола партии в середине 1920 взял себе псевдоним Эндрю и уехал в Советскую Россию.
На Втором конгрессе Коминтерна находился как делегат от Коммунистической партии США. На Конгрессе был избран в Исполком Коминтерна. На Третьем конгрессе Коминтерна (июнь-июль 1921) принимал участие в дебатах.
Оставшись жить в СССР, занимался преподавательской работой, был профессором, руководителем кафедр в разных высших учебных заведениях.

## Память
В некрологе (1934) сказано: 
Товарищ Гурвич вступил в революционное движение юношей в 1899 г. и в дальнейшем прошел до последних дней жизни большой и славный путь беззаветно преданного партии большевика — агитатора-пропагандиста и организатора.

## Семья
Старший сын Николая Владимир был журналистом, писателем, кинокритиком (литературный псевдоним — Ишимов). Имя родители дали в честь Владимира Ленина.
Младший сын Карл был артистом (сценический псевдоним Николаев) и известным парапсихологом, последователем Мессинга. Имя родители дали в честь Карла Маркса.